# .ls
.lsは国別コードトップレベルドメイン（ccTLD）の一つで、レソトに割り当てられている。

## セカンドレベルドメイン
- .co.ls
- .org.ls